# Войслав Бубев
Инж. Войслав Киров Бубев е български инженер, бивш кмет на Враца.

## Биография
Войслав Киров Бубев е роден на 2 януари 1940 г. в село Горна Любата, Босилеград. 
Завършва Висш институт по архитектура и строителство, специалност „Промишлено и гражданско строителство“.
Неговата трудова биография започва през 1966 г. като строителен техник и инженер. Девет години е генерален директор на СМК – Враца.
в периода 1990-1991 г. е председател /кмет/ на временната управа на град Враца.
От 1992 г. до 1999 г. работи в Казахстан като директор на строително предприятие в системата на „Главболгарстрой“ – обекти на стойност над 112 млн. долара. Награден е с най-високия орден на Казахстан лично от президента на страната и е Почетен гражданин на Казахстан.
От 1999 г. до 2003 г. е зам-кмет на Враца по териториално и селищно устройство, строителство, общинска собственост и икономика.
В мандат 2003 – 2007 г. е кмет на Община Враца в един усилен период на ремонт на инфраструктурата на града, детски заведения, училища, Врачанската болница, социални заведения, изграждане на детски и спортни площадки. През тези четири години във Враца инвестират едни от най-реномираните европейски търговски вериги като „Била“, „Кауфланд“, „Пени“ и др.
Умира на 6 октомври 2014 г.